# Northern Combat Area Command
Das Northern Combat Area Command (NCAC), auch X-Force genannt, war ein Unterkommando des alliierten South East Asia Command (SEAC) während des Pazifikkriegs im Zweiten Weltkrieg. Es wurde 1942 aus den Überresten der Chinese Expeditionary Force gebildet, die sich nach dem misslungenen Versuch, Burma gegen die japanische Invasion in der ersten Hälfte des Jahres zu verteidigen, unter dem Kommando von US-General Joseph Stilwell nach Indien zurückgezogen hatte.

## Vorgeschichte

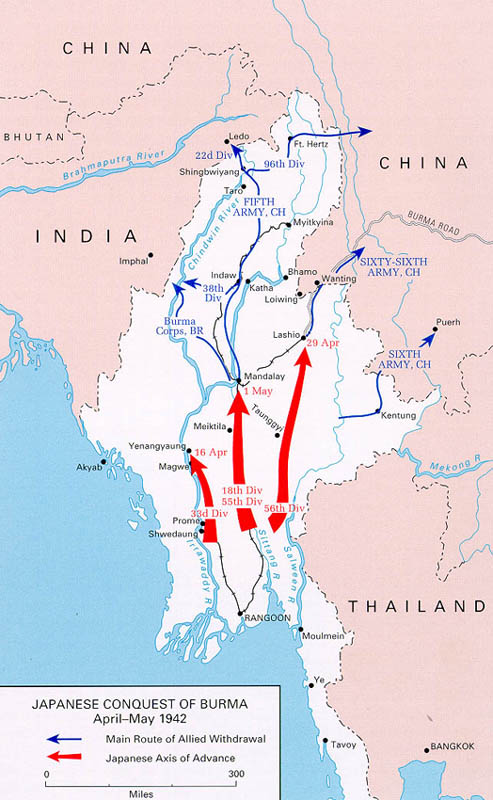
Der japanische Vorstoß in Burma und der Rückzug der alliierten Truppen (April/Mai 1942)

Die Schlacht um Tachiao, die am 18./19. März 1942 ausgetragen wurde, sowie die Schlacht um Oktwin am 20./23. März 1942 zwangen die verteidigenden chinesischen Einheiten sich auf ihre Hauptverteidigungslinie zurückzuziehen. Die dann folgende Schlacht um Toungoo, war eine der Schlüsselschlachten in den früheren Phasen des Burmafeldzugs. Das Versagen der Chinesen, Toungoo zu halten, öffnete am 30. März den Japanern den Weg, Lashio um die alliierte Flanke herum und in den chinesischen Rücken anzugreifen.
Nach der folgenden Evakuierung des Kessels von Yenangyaung war die Burma-Armee und das Burma Corps durch japanische Luftangriffe und Artilleriebeschuss in kleinere Einheiten zersplittert. Einzig die 1. Division des Burma Corps konnte noch eine einheitliche Verteidigung gegen den vorrückenden Feind aufstellen, doch sie erhielt den Befehl, ihre noch kampffähigen Truppen sofort in Richtung Mandalay abmarschieren zu lassen.

## Gründung des Northern Combat Area Command
Die 22. Chinesische Division und 38. Chinesischen Division wurden in Indien mit britischer und US-amerikanischer Unterstützung komplett neu aufgebaut und trainiert. Eine dritte Division (die 30.) wurde 1943 aus Verstärkungen gebildet, die aus China über den „Buckel“ eingeflogen wurden, und eine vierte (die 50.) befand sich ebenfalls im Aufbau. Zu den Armeeunterstützungstruppen gehörten jeweils eine Batterie mit 105-mm- und 155-mm-Artillerie sowie Kampfpioniere und verschiedene andere Hilfseinheiten – insbesondere Straßenbaupioniere.
Mit der Ankunft der 22. Chinesischen Division unter Generalleutnant Liao Yaoxiang und der amerikanischen Infanterie der Merrill’s Marauders (GALAHAD) im Kampfgebiet war es notwendig, entsprechende Änderungen im Hauptquartier vorzunehmen, das diese vergrößerte Truppe leiten sollte. Diese Änderungen begannen am 29. Januar 1944. Das Kommando über die die Chinesen unterstützenden Diensttruppen wurde bisher von den Kampftruppen 5303d Headquarters und Headquarters Company (provisorisch) ausgeübt, deren Mitglieder gleichzeitig der Stab von Chih Hui Pu waren.
Am 29. Januar wurde aus dem 5303d ein Bereichskommando und am 1. Februar 1944 wurde der Name dann in Northern Combat Area Command, oder kurz NCAC, geändert.  Der Stammsitz war an der Mile 5,5 an der Ledo-Straße. Nach vorheriger Vereinbarung sollten Nachschubgebiete in Burma direkt unter dem SEAC-Kommando stehen, aber NCAC sollte unter Stilwell verbleiben. General Haydon Boatner wurde zum kommandierenden General des NCAC ernannt. Er war verantwortlich für die Überwachung und Leitung aller Spezial- und Serviceeinheiten (anglo-amerikanisch), die im NCAC stationiert waren, mit Ausnahme der speziell im Straßenbau tätigen SOS-Einheiten und der erforderlichen Hilfs- und Serviceeinheiten.
Als amerikanische, britische und indische Kampfeinheiten in Nordburma einmarschierten, wurden sie der NCAC zugeteilt, mit Ausnahme der amerikanischen Langstrecken-Penetrationsgruppe GALAHAD, die bei ihrer Ankunft der chinesischen Armee in Indien angegliedert und erst später dem NCAC zugeteilt wurde. Das britische Hauptquartier in Nordburma, Gebiet Fort Hertz, unter dem Kommando von Brigadier J. F. Bowerman, wurde am 1. Februar dem NCAC angegliedert.
Das NCAC leitete die Kampagne und den Bau der Ledo-Straße, und sein Hauptquartier zog im Verlauf der Kampagne von Ledo im Oktober 1943 nach Bhamo in Burma am 1. Februar 1945.
Als die Japaner am 17. und 18. Januar 1945 bei Wanting besiegt wurden, endete die Kampfverantwortung des Kommandos. Das Hauptaugenmerk lag nun auf Truppenbewegungen für den Kampf in anderen Gebieten. Zwischen März und Mai 1945 verlegte die Mars Task Force nach China. Am 18. September 1945 wurde das Northern Combat Area Command aufgelöst.

## Parallele Entwicklung

### OSS Detachment 101
Das OSS Detachment 101 (dt.: Abteilung 101) wurde am 22. April 1942 unter dem Kommando von Oberst Carl F. Eifler aktiviert. Ihre Hauptaufgabe bestand darin, Informationen über die japanische Schlachtordnung zu sammeln, Ziele für die 10th Air Force zu finden, abgeschossene alliierte Besatzungen zu retten und einheimische Truppen – hauptsächlich ethnische Kachins – für den Einsatz als Guerillas zu rekrutieren.
Stilwells und später Sultans Northern Combat Area Command wurde durch die Abteilung 101 unterstützt. Bis zum Frühjahr 1945 hatte die Abteilung 101 unter dem Kommando von Oberst William R. Peers eine große Partisanentruppe hinter den japanischen Linien in Nord- und Zentralburma organisiert. Die Abteilung 101 erreichte in der Spitze eine Stärke von über 10.000 einheimischen burmesischen Kachin-Stammesangehörigen und amerikanischen Freiwilligen. Sie operierten als mobile Bataillone, die den Vormarsch der britischen und chinesischen Streitkräfte auf Mandalay und Lashio überwachten.

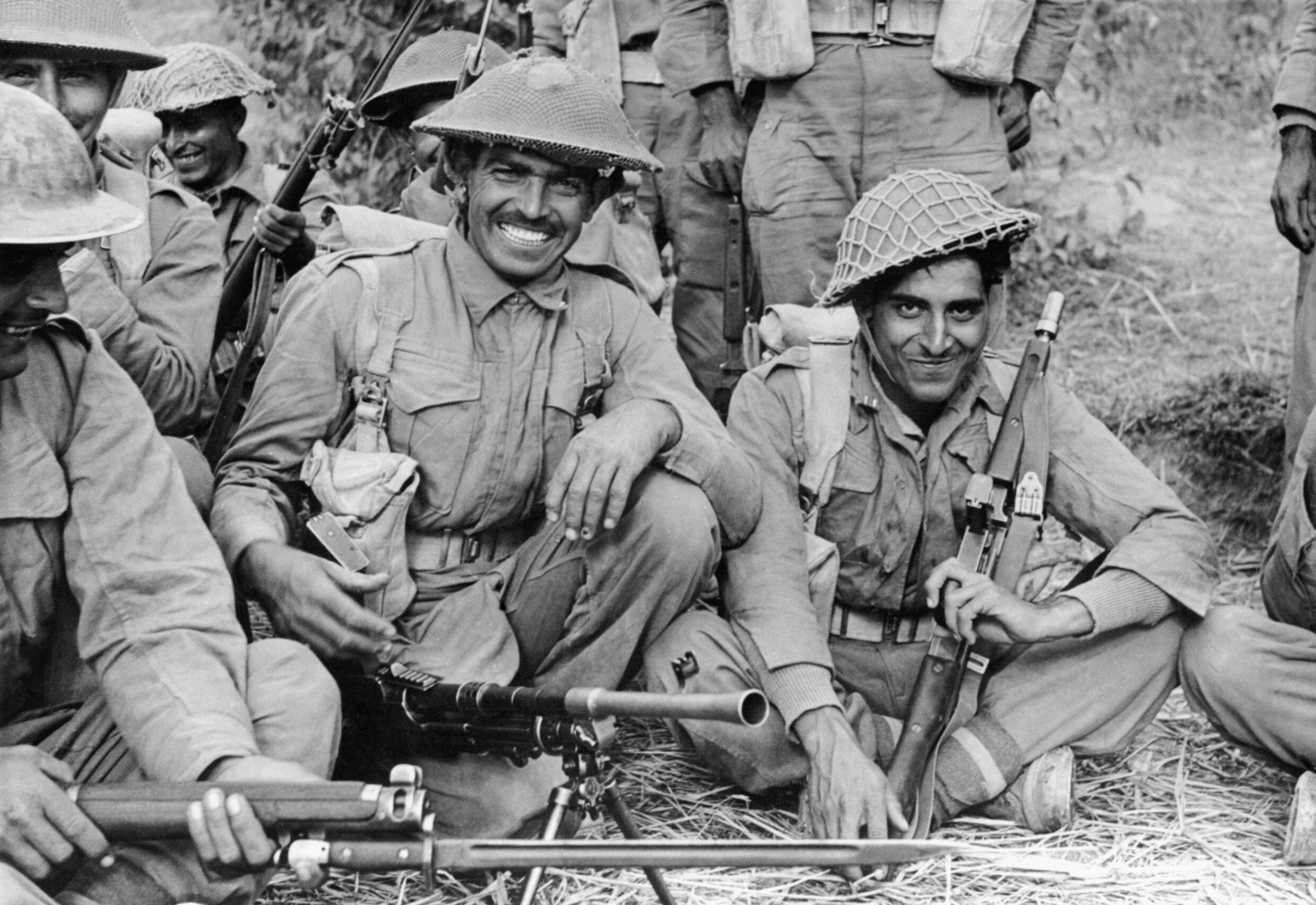
Indische Soldaten in Burma

Nach der endgültigen Sicherung der Burmastraße durch reguläre Einheiten wurde die Abteilung 101 aufgelöst, aber 1.500 Kachins meldeten sich freiwillig zum Bleiben, und Peers konnte weitere 1.500 Karen, Gurkha, Shan, Chinesen und einige burmesische Freiwillige rekrutieren. Die Bewegung der chinesischen und amerikanischen Bodentruppen in Burma nach China ließ die Guerillas als einzige effektive Kampfkraft zurück, die Sultan zur Verfügung stand. Zwischen April und Juli 1945 vertrieben die Guerillaeinheiten von Peers etwa 10.000 japanische Soldaten aus dieser Region. Die Partisanen töteten über 1.200 Japaner und verloren selbst 300 Mann. Insgesamt eliminierten Peers Truppen in Burma über 5.000 japanische Soldaten, halfen bei der Rettung von über 300 abgeschossenen alliierten Fliegern, brachten 9 Züge zum Entgleisen, sprengten 56 Brücken, zerstörten 252 Fahrzeuge und beseitigten zahlreiche Deponien und andere japanische Einrichtungen.

### Allied Land Forces, Southeast Asia
Das Allied Land Forces, Southeast Asia Kommando wurde im November 1944 errichtet und hatte seinen Sitz in Barakpur, Indien, Es war dem obersten Befehlshaber der Alliierten in Südostasien unterstellt. Zu den Bodentruppen, aus denen dieses Kommando von November 1944 bis Mai 1945 bestand, gehörten drei britisch-indische Korps, Teile des Northern Combat Area Command und Elemente der chinesischen Armee in Indien. Ihre Aufgabe bestand darin, Bodenoperationen im Burmafeldzug durchzuführen. Der britische Generalleutnant Sir Oliver Lee, Sr. war der Oberbefehlshaber der Allied Land Forces, Southeast Asia.
Nach dem 1. Januar 1945 führte die United States Army Sektion des Allied Land Forces Headquarters eine Koordination zwischen diesem Hauptquartier und dem Hauptquartier der United States Army Forces, India-Burma Theatre, der chinesischen Armee in Indien und dem Northern Combat Area Command durch. Allied Land Forces, Southeast Asia, wurde im Juli 1945 eingestellt.

## Schlachtbeteiligungen des NCAC
| Schlachtfeld Nordburma und West-Yunnan | Schlachtfeld Nordburma und West-Yunnan |
| -------------------------------------- | -------------------------------------- |
| Schlacht um Yupang                     | Oktober – Dezember 1943                |
| Schlacht um Lashio                     | Januar 1944                            |
| Schlacht um Maingkwan                  | Februar – 5. März 1944                 |
| Schlacht um Mogaung                    | 4. – 27. Juni 1944                     |
| Schlacht um Myitkyina                  | 17. Mai – 3. August 1944               |
| Schlacht am Berg Song                  | 4. Juni – 7. September 1944            |
| Schlacht um Mongyu                     | Dezember 1944 – Januar 1945            |
| Schlacht um Lashio                     | März 1945                              |
| Schlacht um Hsipaw                     | März 1945                              |

## Streitkräfte des NCAC

### Bodentruppen
Ab Gründung
- 22. Infanteriedivision (Generalleutnant Liao Yaoxiang)
- 38. Infanteriedivision (General Sun Li-jen)

Ende 1943 dazugekommen
- 30. Infanteriedivision

Februar 1944 dazugekommen
- 5307th Composite Unit (Provisional) (Galahad Force[4]/Merrill’s Marauders) Gründung am 31. Oktober 1943, (Brigadegeneral Frank Merrill, ab 29. März 1944 Oberst Charles Newtown Hunter)[10]

März 1944 dazugekommen
- 1st Battalion, 1st Provisional Tank Group (Colonel Rothwell H. Brown)[11]

Mai 1944 dazugekommen
4 Infanteriebrigaden der Chindits
Juni 1944 dazugekommen
- 2nd Battalion, 1st Provisional Tank Group

Juli 1944 dazugekommen
- 36th Indian Infantry Division (Brigadier Francis Festing)[12]

Ab Mitte/Ende 1944
- Chinese New I Army (General Sun Li-jen)
  - 30. Infanteriedivision
  - 38. Infanteriedivision
- Chinese New VI Army (General Chen Cheng)
  - 14. Infanteriedivision
  - 22. Infanteriedivision
  - 50. Infanteriedivision
  - inkl. British 36th Infantry Division[13]

- 5332nd Brigade (Provisional), Mars Task Force, aktiviert am 26. Juli 1944 unter dem Kommando von Brigadier Thomas A. Arms. Nach einem Autounfall wurde er am 31. Oktober 1944 von Brigadier John P. Willey abgelöst.[10]
  - 475. Infanterieregiment
  - 124th Cavalry Regiment (Special), ab August 1944
  - 1st Chinese Regiment (Separate) (Colonel Lin Kuan-hsiang)[10]
- 1st Provisional Tank Group

### Luftunterstützung

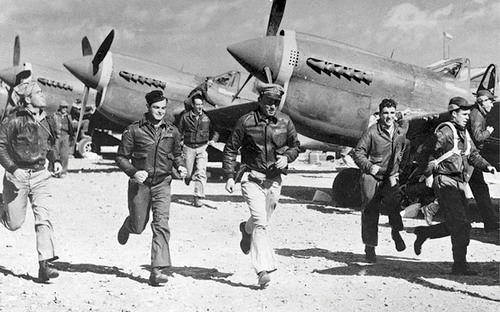
Piloten im Laufschritt vor ihren P40-Warhawks

Nach der Auflösung der Flying Tigers Ende 1942 wurde die Luftunterstützung der X-Force von der 10th Air Force der USAAF in Assam bereitgestellt. Das einzige Jäger- oder Jagdbomberelement dieser Truppe war die 51st Fighter Group, die mit zwei Jagdgeschwadern (25. und 26.) von P-40N Warhawks ausgestattet war.
Bis Dezember 1943 hatten die alliierten Luftstreitkräfte in Indien und Burma massiv expandiert. Die 51st Fighter Group (immer noch mit P-40N ausgerüstet) war in die Provinz Yunan nach China versetzt worden um Luftnahunterstützung und Luftverteidigung für die chinesische Y-Force bereitzustellen.

## Kommandierende Generäle des NCAC
| Nr. | Dienstgrad und Name              | Bild | Amtszeit            | Amtszeit          |
| Nr. | Dienstgrad und Name              | Bild | Beginn der Amtszeit | Ende der Amtszeit |
| --- | -------------------------------- | ---- | ------------------- | ----------------- |
| 1.  | General Joseph Stilwell          |      | 1. Februar 1944     | Oktober 1944      |
| 2.  | Generalleutnant Daniel I. Sultan |      | Oktober 1944        | 23. Juni 1945     |
| 3.  | Generalmajor Raymond A. Wheeler  |      | 23. Juni 1945       | September 1945    |